# Ghetto Gospel
"Ghetto Gospel" er en sang af rapperen Tupac Shakur, som blev remixet og udgivet som den anden single på hans posthume-album Loyal to the Game fra 2004. Sangen blev skrevet af Tupac Shakur, som et ramaskrig til at "afslutte krigen på gaden", som omhandler det håbløse i raceforskel og afvigere, især under den samlende fattigdom i forstæderne. Sangen blev produceret af Eminem. Sangen bruger materiale fra Elton Johns sang "Indian Sunset" fra hans album Madman Across the Water fra 1971 og nåede #1 i Storbritannien på UK Singles Chart
Den endelige version er et remix af den oprindelige version, som indeholdt fire vers af Shakur. "Ghetto Gospel" var den eneste sang på Loyal til Game med en ledsagende musikvideo. Til allersidst i videoen er der en besked fra hans mor, Afeni Shakur, der siger: "remember to keep yourself alive, there is nothing more important than that".